# الدامغة
الدامغة هي قصيدة قالها جرير في الراعي النميري، حيث تبادل جرير والفرزدق الهجاء لأكثر من أربعين سنة، وشارك كثير من الشعراء في هذه المناظرة مؤيدين شاعراً على الآخر، وهذا ما حدث للراعي النميري حيث انحاز إلى الفرزدق على حساب جرير حيث قال:
| الدامغة | يا صاحبي دنا الرواح فسيراغلب الفرزدق في الهجاء جريرا | الدامغة |

فاستكفه جرير فأبى أن يكف، فلم يمهله جرير كثيراً بل أعد له في اليوم التالي قصيدة تتكون من 97 بيتاً من الشعر، فأتى سوق المربد بعد أن احتل الناس مراكزهم وأسرج ناقته عند مجلس الفرزدق والراعي النميري وألقي قصيدته، وأطلق عليها الدامغة.

## سبب التسمية
سميت دامغة لأن جريراً دمغ بها الراعي النميري أي أصاب دماغه ويقال أنه مات كمداً من هجاء جرير.

## بيت من القصيدة
| الدامغة | فغض الطرف إنك من نميرفلا كعباً بلغت ولا كلابا | الدامغة |

هذا بيت مأثور ادرك فيه غاية الهجاء للراعي النميري إذ يدعوه أن ينكس نظره ويخفض جبينه ذلا ومهانه لانتسابه إلى النميرين الأذلاء فهم لم يبلغوا منزلة كعب بن ربيعة ولا كلاباً بن ربيعة .
ولما كتب جرير هذا البيت أطفأ مصباحه ونام لانه رأى أنه بلغ حاجته وشفى غيظه من بنى نمير.
ويقول الراعي النميري: 
ومنذ ذلك الحين سميت بالدامغة حتى أخذ بنو نمير لا ينتسبون لأبيهم نمير بل ينتسبون لجدهم ويقولون نحن من بني عامر.

## البناء
نُظمت القصيدة على بحر الوافر، وهو بحر صافي على وزن «مُفَاعَلَتُنْ مُفَاعَلَتُنْ فَعُولن». حرف الروي في القصيدة هو الباء «بَا». من ناحية الشكل الفني.